# Arturo Bucciardi
Alberto Buccicardi (La Granja, 11 de maio de 1914 — 8 de dezembro de 1970) foi um treinador de futebol chileno. Ele dirigiu o Chile na Copa do Mundo de 1950, sediada no Brasil.